# Azeddine Nouiri
Azeddine Nouiri (né le 21 juillet 1986) est un athlète handisport marocain. Il est médaillé d’or aux Jeux paralympiques 2012 et 2016 au lancer de poids.

## Biographie
Azeddine Nouiri est né le 21 juillet 1986. Handicapé et en fauteuil roulant, il devient un athlète et se spécialise dans les épreuves de lancer.
En 2016, il est le porte-drapeau pour le Maroc lors du défilé des nations paralympiques d'été aux jeux paralympiques de Rio.
Très vite il  fera de l'amélioration de la situation des sportifs aux besoins spécifiques son combat quotidien. D'ailleurs, en 2019,  le film documentaire “We could be heroes” de la réalisatrice maroco-britannique Hind Bensari (qui remporte le grand prix de la 20e édition du Festival national du film de Tanger) est consacré à son combat,.

## Palmares
Il a remporté le concours de poids au lancer de classement F34 aux Jeux paralympiques de 2012 (Jeux paralympiques de Londres ) et 2016 (Jeux paralympique de Rio), établissant un record du monde à 13,10 mètres en 2012. Au javelot, il a terminé respectivement dixième et septième,.
Aux championnats du monde d'athlétisme 2013 de l'IPC, Nouiri s'est classé quatrième au lancer du poids et a perdu son record du monde au profit de Scott Jones.